# Fors Nya Bryggeri

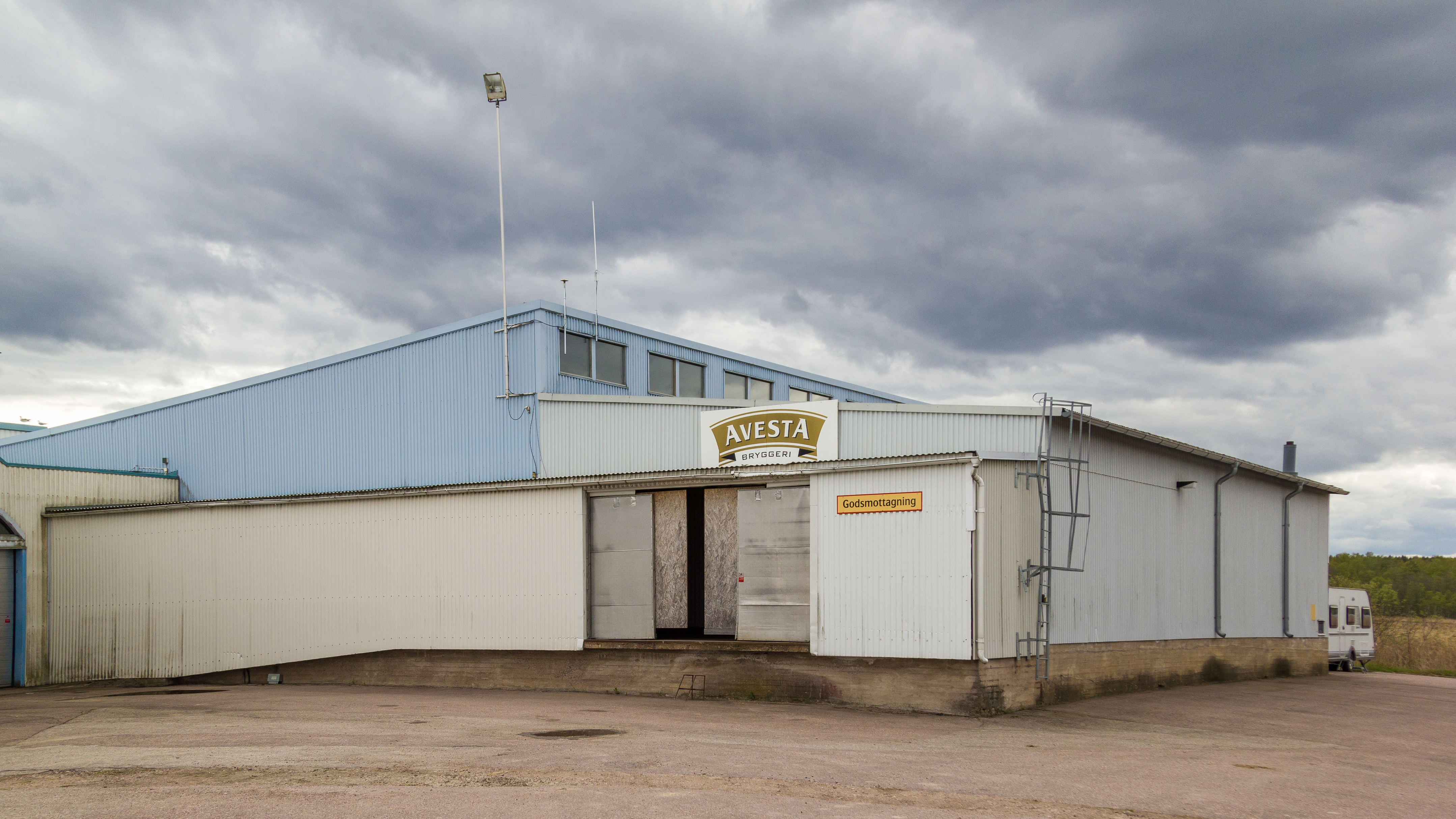
Före detta bryggeriets lokaler 2015.

Fors Nya Bryggeri, senare Avesta Bryggeri, var ett bryggeri i Fors, Avesta kommun, som lades ner 2006. Alla bryggeriets recept är uppköpta av Guttsta Källa i Kolsva. Bryggerilokalerna ägs sedan 2017 av Avesta Gamla Bryggeri AB.
Företaget bedriver uthyrning av förråd för privatpersoner och företag samt förvaring av fordon. 
Namnbytet till Avesta Bryggeri skedde 1999 efter företaget fick nya ägare. Avesta Bryggeri gick i konkurs i november 2001 och togs i januari 2002 över av företaget Bryggeriprodukter i Nacka.